# Stefan Reinartz
Stefan Reinartz (* 1. Januar 1989 in Engelskirchen) ist ein ehemaliger deutscher Fußballspieler. Als aktiver Profi spielte der Defensivakteur von 2006 bis 2015 fast zehn Jahre lang für seinen Jugendverein Bayer 04 Leverkusen und kam zwischen 2010 und 2013 auch dreimal für die A-Nationalmannschaft zum Einsatz. Neben einer leihbedingten Halbserie beim 1. FC Nürnberg kam er in der Bundesliga nach seinem Wechsel 2015 für Eintracht Frankfurt zum Einsatz. Dort beendete er nach einer Saison bereits im Alter von 27 Jahren seine Spielerkarriere.
Reinartz entwickelte seit 2014 zusammen mit Jens Hegeler die neuartige Analysemethode Packing.

## Karriere

### Vereine

#### Jugend und Aufstieg in den Profibereich von Bayer Leverkusen
Stefan Reinartz spielte in der Jugend für den Heiligenhauser SV, die SSG 09 Bergisch Gladbach und ging dann zu Bayer 04 Leverkusen. 2007 wurde er mit den Junioren der Leverkusener deutscher A-Jugendmeister und -pokalsieger. In der Rückrunde der Saison 2006/07 stand er aber auch schon regelmäßig für die zweite Mannschaft auf dem Platz. Mit diesem Team stieg er von der Regional- in die Oberliga ab. Im Jahr darauf wurde er mit dem Oberligateam Tabellenzweiter und qualifizierte sich wieder für die Regionalliga, wobei er auch nur in der zweiten Saisonhälfte spielen konnte. Zur Saison 2008/09 erhielt er von Bayer Leverkusen einen Vierjahresvertrag als Profi und wurde in den Bundesligakader aufgenommen.

#### Auf Leihbasis nach Nürnberg
Nachdem er in der Hinrunde der Saison 2008/09 zu keinem Erstligaeinsatz gekommen und nur in der zweiten Mannschaft eingesetzt worden war, wurde er gemeinsam mit Marcel Risse bis 2010 an den Zweitligisten 1. FC Nürnberg ausgeliehen. Am 9. Februar 2009 kam er dort beim Spiel gegen den 1. FC Kaiserslautern zu seinem ersten Profieinsatz. Reinartz spielte von da an meist im defensiven Mittelfeld und in den letzten Spielen rückte er in die Innenverteidigung. Er kam ab dem 19. Spieltag in allen verbleibenden Saisonspielen fast über die gesamte Spielzeit zum Einsatz, auch in den beiden Relegationsspielen, in denen der Club die Rückkehr in die 1. Bundesliga schaffte.

#### Rückkehr nach Leverkusen
Nach der erfolgreichen Rückrunde in Nürnberg kehrte Reinartz auf Drängen des neuen Leverkusener Trainers Jupp Heynckes vorzeitig nach Leverkusen zurück. Am 31. Juli kam er dort zu seinem ersten Pflichtspieleinsatz, als er in der ersten Runde des DFB-Pokals 2009/10 über die volle Zeit spielte. Auch am ersten Spieltag der Bundesliga stand er in der Startelf, musste dann aber erst einmal wegen eines Muskelfaserrisses pausieren. Am 16. September 2010 gab Reinartz zur Rückkehr sein Debüt im Europapokal. Hierbei gelang ihm beim 4:0-Sieg in der Gruppenphase der UEFA Europa League gegen Rosenborg Trondheim auch sein erstes Tor im Europapokal, als er das 2:0 machte. Danach kam er viermal hintereinander als Einwechselspieler in der Liga zum Einsatz und hatte sich danach als Stammspieler in der Leverkusener Innenverteidigung etabliert. Im Spiel gegen Eintracht Frankfurt am zwölften Spieltag schoss er erstmals ein Tor. In der Folgezeit war Reinartz dann gesetzt und stand in 30 seiner 31 Spiele in der Anfangsformation. Am Ende der Meisterschaftsrunde schloss Bayer als Zweiter ab.
Von Sommer 2012 bis zum Auslaufen seines Spielervertrags in Leverkusen arbeitete Reinartz ehrenamtlich als zweiter Co-Trainer der U17-Mannschaft von Bayer Leverkusen.
Reinartz’ bis Ende Juni 2015 laufender Vertrag bei Bayer Leverkusen wurde nicht verlängert. Am 16. Mai 2015, dem letzten Heimspiel Leverkusens in der Saison 2014/15, verabschiedete der Verein Reinartz gemeinsam mit Simon Rolfes, der seine Karriere nach dieser Saison beendete, offiziell im Stadion vor dem Spiel gegen die TSG 1899 Hoffenheim.

#### Wechsel nach Frankfurt
Am 22. Mai 2015 unterschrieb Reinartz einen Zweijahresvertrag bei Eintracht Frankfurt. Sein Bundesligadebüt für Eintracht Frankfurt absolvierte er am 16. August 2015 (1. Spieltag) bei der 1:2-Niederlage im Auswärtsspiel gegen den VfL Wolfsburg; in diesem Spiel erzielte er sein erstes Tor für die Eintracht mit dem Anschlusstreffer in der 19. Minute. Nach der Saison 2015/16 beendete er unter anderem wegen gesundheitlicher Probleme nach mehreren Verletzungen seine aktive Fußballkarriere.

### Nationalmannschaft

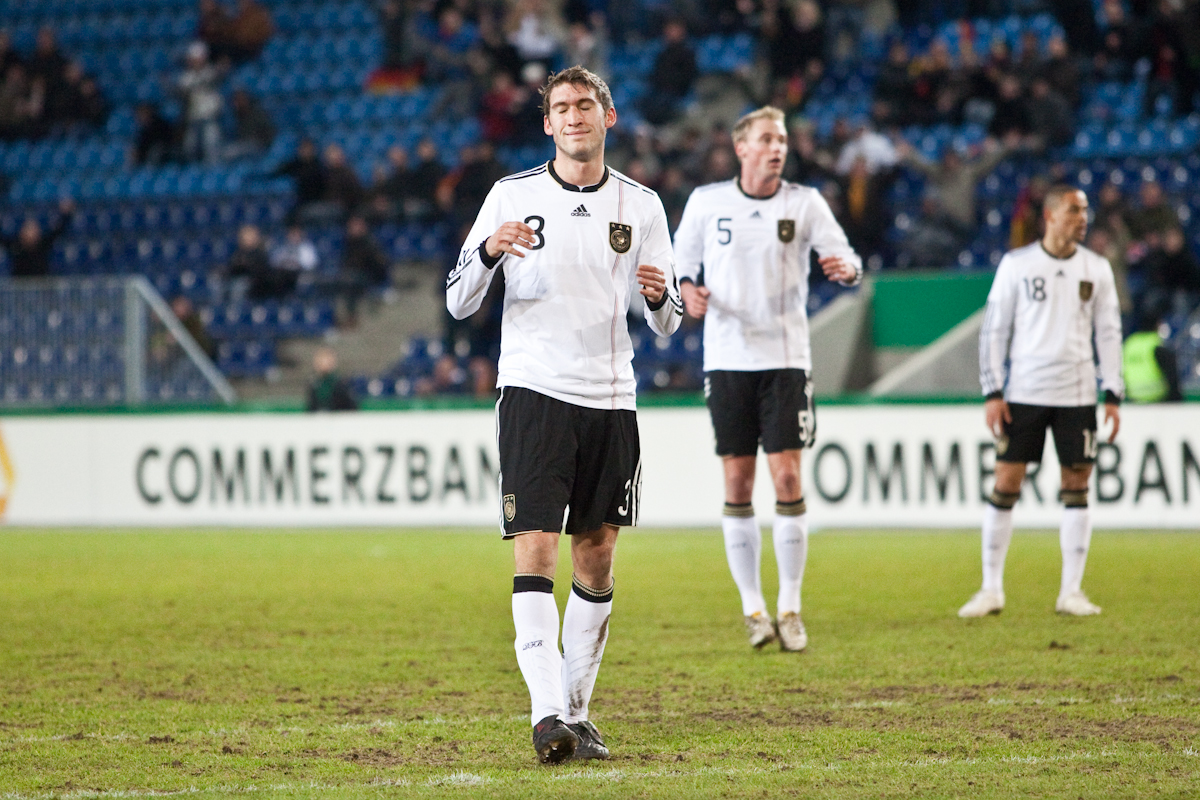
Reinartz 2010 im Trikot der U21-Nationalmannschaft

Reinartz – ab 2007 für die U19-Nationalmannschaft aktiv – nahm 2008 mit dieser an der U19-Europameisterschaft in Tschechien teil und gewann im Finale mit 3:1 über Italien den Titel. 2008 spielte er viermal für die U20-Nationalmannschaft und ab 2009 gehörte er der U21-Nationalmannschaft an.
Am 6. Mai 2010 wurde er durch Bundestrainer Joachim Löw für das Spiel gegen Malta und damit erstmals für die A-Nationalmannschaft nominiert. In diesem Spiel, welches am 13. Mai stattfand, kam er auch zu seinem Debüt für die A-Nationalmannschaft, als er in der 72. Minute für Sami Khedira eingewechselt wurde.
Nach längerer Pause folgten noch zwei weitere Länderspiele auf einer Reise der Nationalmannschaft in die USA. Am 29. Mai 2013 wurde er gegen Ecuador in Boca Raton in der 66. Minute für Roman Neustädter eingewechselt und spielte dann am 2. Juni 2013 in Washington, D.C. gegen die Auswahl der USA über die komplette Spielzeit.

## Erfolge
Bayer 04 Leverkusen
- Deutscher A-Junioren-Meister: 2007
- Deutscher A-Junioren-DFB-Pokalsieger: 2008
- Deutscher Vizemeister: 2011

1. FC Nürnberg
- Aufstieg in die Bundesliga: 2009

Nationalmannschaft
- U19-Europameister 2008